# Jona (Amoräer)
R. Jona war ein Amoräer der fünften Generation in Palästina und lebte und wirkte im vierten nachchristlichen Jahrhundert.
Er war Schüler Jirmejas und Helas. 
Jona und Jose II. waren um 350 die Häupter des Lehrhauses in Tiberias während der Zeit des Ursicinus (seit 351 Feldherr des Gallus, Feldherr und Mitkaiser des Konstantius im Orient). Sein Sohn und Nachfolger war Mani II..